# Esomus ahli
Esomus ahli är en fiskart som beskrevs av Hora och Mukerji 1928. Esomus ahli ingår i släktet Esomus och familjen karpfiskar. IUCN kategoriserar arten globalt som livskraftig. Inga underarter finns listade i Catalogue of Life.